# Elisha Phelps

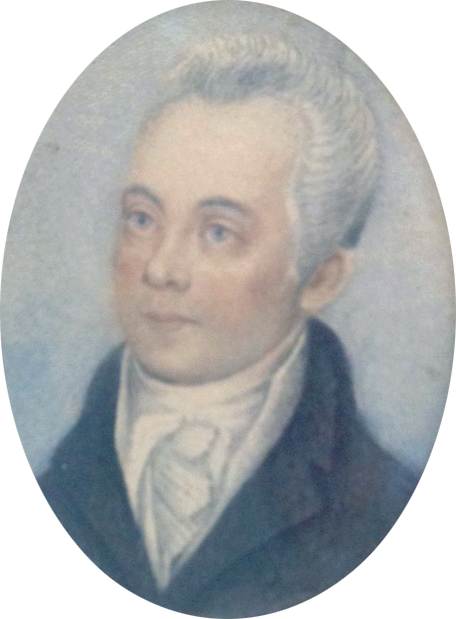
Elisha Phelps, porträtiert von Elkanah Tisdale

Elisha Phelps (* 16. November 1779 in Simsbury, Hartford County, Connecticut; † 6. April 1847 ebenda) war ein US-amerikanischer Politiker. Zwischen 1819 und 1821 sowie nochmals von 1825 bis 1829 vertrat er den  Bundesstaat Connecticut im US-Repräsentantenhaus.

## Werdegang
Elisha Phelps besuchte bis 1800 das Yale College. Nach einem anschließenden Jurastudium an der Litchfield Law School und seiner 1803 erfolgten Zulassung als Rechtsanwalt begann er in Simsbury in diesem Beruf zu praktizieren. Gleichzeitig schlug er als Mitglied der Demokratisch-Republikanischen Partei eine politische Laufbahn ein. Zwischen 1807 und 1818 war er mehrfach Abgeordneter im Repräsentantenhaus von Connecticut.
Bei den Kongresswahlen des Jahres 1818, die in Connecticut staatsweit abgehalten wurden, wurde Phelps für das fünfte Abgeordnetenmandat seines Staates in das US-Repräsentantenhaus in Washington, D.C. gewählt. Dort trat er am 4. März 1819 die Nachfolge von Timothy Pitkin von der Föderalistischen Partei an. Bis zum 3. März 1821 konnte er zunächst nur eine Legislaturperiode im Kongress absolvieren.
Im Jahr 1821 wurde Phelps erneut in das Repräsentantenhaus von Connecticut gewählt, dessen Präsident er als Nachfolger von David Plant wurde. Zwischen 1822 und 1824 gehörte er dem Staatssenat an. Nach der Auflösung seiner Partei in den 1820er Jahren schloss sich Elisha Phelps der Fraktion um Präsident John Quincy Adams und der daraus entstandenen National Republican Party an. Als deren Kandidat wurde er bei den Kongresswahlen des Jahres 1824, die wieder staatsweit stattfanden, für das sechste Abgeordnetenmandat in den Kongress gewählt. Nach einer Wiederwahl im Jahr 1826 konnte er zwischen dem 4. März 1825 und dem 3. März 1829 zwei zusammenhängende Legislaturperioden im US-Repräsentantenhaus verbringen, die von den politischen Diskussionen zwischen den Anhängern und Gegnern des späteren Präsidenten Andrew Jackson bestimmt waren. Im Jahr 1828 lehnte Phelps eine erneute Kandidatur ab.
Zwischen 1831 und 1837 leitete Phelps als State Comptroller den Rechnungshof von Connecticut. Von 1829 bis 1835 war er nochmals Mitglied im Repräsentantenhaus seines Staates; 1829 war er dessen Präsident. Im Jahr 1835 gehörte er einer Kommission zur Überarbeitung der Staatsgesetze von Connecticut an. Elisha Phelps starb am 6. April 1847 in seinem Geburtsort Simsbury. Er war der Vater von John S. Phelps (1814–1886), der zwischen 1845 und 1863 den Staat Missouri im Kongress vertrat und von 1877 bis 1881 Gouverneur von Missouri war.